# Brunnæbbet tukan
Brunnæbbet tukan (latin: Ramphastos swainsonii) er en fugl i familien tukaner i ordenen spættefugle. Den lever i et område fra Honduras til Ecuador.